# Il demone della gelosia
Il demone della gelosia (Celos) è un film argentino del 1946 diretto da Mario Soffici.

## Trama
Pablo è gelosissimo della moglie Luisa e arriva a credere che lei abbia una relazione con l'amico Roberto. Con fatica si accorge di essersi sbagliato e per questo si allontana ma, tornato improvvisamente a casa, trova l'amico in casa e ritorna la furente gelosia; uccide la moglie e poi si suicida.